# Samlafjord (Schiff)
Die Samlafjord ist eine Doppelendfähre der norwegischen Reederei Fjord1.

## Geschichte
Das Schiff wurde unter der Baunummer 1079 auf der türkischen Werft Tersan Tersanecilik für die Reederei Fjord1 in Florø gebaut. Der Bauvertrag wurde am 29. November 2017 geschlossen. Die Kiellegung fand am 30. Juni, der Stapellauf am 30. November 2018 statt. Die Fertigstellung des Schiffes erfolgte am 28. August 2019. Benannt ist das Schiff nach dem gleichnamigen Fjord als Teil des Hardangerfjords.
Die Fähre ist die einzige des vom norwegischen Schiffsarchitekturbüro Multi Maritime in Førde entworfenen Typs MM111FE EL.
Die Fähre verkehrt über den Hardangerfjord zwischen Jondal und Tørvikbygd.

## Technische Daten und Ausstattung
Das Schiff ist mit einem Hybridantrieb aus Akkumulatoren und dieselelektrischem Antrieb ausgerüstet. Im Normalbetrieb wird das Schiff von zwei Elektromotoren angetrieben, die auf je eine Propellergondel an den beiden Enden des Schiffes wirken. Die Elektromotoren werden von zwei Akkumulatorsätzen gespeist. Für den Notbetrieb stehen zwei von Caterpillar-Dieselmotoren des Typs C32 angetriebene Generatoren zur Verfügung.
Die Fähre verfügt über ein durchlaufendes Fahrzeugdeck mit vier Fahrspuren sowie auf einer Seite über ein erhöhtes Fahrzeugdeck mit zwei Fahrspuren. Das Fahrzeugdeck ist über herunterklappbare Rampen zugänglich. Es ist im mittleren Bereich mit den Decksaufbauten überbaut. Die nutzbare Durchfahrtshöhe beträgt 5 Meter bzw. 2,5 Meter. Die maximale Achslast auf dem durchlaufenden Fahrzeugdeck beträgt 15 t und auf dem erhöhten Fahrzeugdeck 1,5 t.
Unterhalb des Fahrzeugdecks befindet sich der Maschinenraum. Die Aufenthaltsräume für die Passagiere sind auf dem Hauptdeck unterhalb des erhöhten Fahrzeugdecks eingerichtet. Hier befindet sich auch ein Imbiss. Oberhalb des Fahrzeugdecks befindet sich ein Deck mit den Einrichtungen für die Schiffsbesatzung sowie offenen Deckbereichen. Darüber befindet sich ein weiteres Deck, auf das mittig das Steuerhaus aufgesetzt ist.
Die Kapazität der Fähre beträgt 299 Personen (inklusive der Schiffsbesatzung). Den Passagieren stehen Automaten für Snacks und Getränke zur Verfügung. Die Fähre kann 130 Pkw befördern.